# Чибуике, Джон
Джон Чибуике (англ. John Chibuike; род. 10 октября 1988, Энугу) — нигерийский футболист, полузащитник.

## Карьера
Родился в городе Энугу. Там начал играть в футбол на взрослом уровне за местный клуб «Энугу Рейнджерс».
В 2009 году Джона заметили тренеры шведского «Хеккена», и следующие два сезона своей карьеры Чибуике провел в шведском чемпионате. В «Хеккене» Чибуике был игроком основы и переквалифицировался из защитника в полузащитника.
В 2011 году Джон подписал четырёхлетний контракт с норвежским клубом «Русенборг». Свою первую игру за тронхеймцев, он сыграл 12 сентября 2011 года, в матче против «Сарпсборг 08», где отметился дебютным голом. А уже в следующем туре, в игре против «Старта», Чибуике оформил свой первый дубль за новую команду.. И три года подряд становился с клубом призёром Элитсерии.
Летом 2014 года норвежский «Русенборг» продает Чибуике в турецкий клуб «Газиантепспор».
C 2014 по 2018 годы играл в Турции, Швеции, Израиле, снова в Турции.
31 июля 2018 года подписал контракт с казахстанским клубом «Иртыш». И уже 5 августа вышел на замену в выездном матче с петропавловским «Кызыл-Жар СК».

## Достижения
- Серебряный призёр чемпионата Норвегии 2013
- Бронзовый призёр чемпионата Норвегии (2): 2011, 2012